# Erdtenrek
Der Erdtenrek (Geogale aurita), auch Erdtanrek, Zwergtanrek oder Großohr-Tenrek genannt, ist eine Säugetierart aus der Familie der Tenreks (Tenrecidae). Er kommt im westlichen und südlichen Madagaskar vor und bewohnt trockene Wälder und offene Landschaften. Insgesamt ist er aber eher selten. Die Tiere zählen zu den kleinsten Tenreks überhaupt. Äußerlich ähneln sie den Kleintenreks, ihr auffälligstes Kennzeichen sind die großen, mäuseähnlichen Ohren. Das Fell weist verschiedene hellbraune Farbtöne auf, der Schwanz erreicht in etwa nur die Hälfte der Länge des restlichen Körpers.
Die Lebensweise ist in einigen Aspekten relativ gut erforscht. Die Tiere sind bodenbewohnend und nachtaktiv. Sie gelten als extrem wechselwarm, die Körpertemperatur gleicht sich der Außentemperatur an, verbunden damit ist eine niedrige Stoffwechselrate. Vor allem in der Trockenzeit tritt eine tägliche Kältestarre (Torpor) auf. Die Nahrung besteht aus Wirbellosen wie Insekten. Die Länge der Tragzeit ist variabel und wird durch den niedrigen Stoffwechsel und die Außentemperatur beeinflusst. Ein Wurf umfasst eins bis fünf Neugeborene, die als Nesthocker zur Welt kommen.
Der Erdtenrek zählt nicht zu den bedrohten Tierarten. Die Beschreibung der Art erfolgte im Jahr 1872. Vor allem im Verlauf des 20. Jahrhunderts wurde sie häufig den Reistenreks zugeordnet, heute steht sie überwiegend in einer eigenen Unterfamilie (Geogalinae). Es sind mehrere subfossile Funde aus Madagaskar bekannt, in Ostafrika wurden auch einige Fossilreste geborgen, die in einer engeren Beziehung zum Erdtenrek stehen und in das Untere Miozän datieren.

## Merkmale

### Habitus
Der Erdtenrek zählt zu den kleinsten Vertretern der Tenreks überhaupt. Er erreicht eine Gesamtlänge von 9,0 bis 10,7 cm, die Kopf-Rumpf-Länge beträgt 6,1 bis 7,6 cm, die Schwanzlänge liegt bei 3,4 bis 4,1 cm. Das Körpergewicht variiert von 5,0 bis 8,5 g. Allgemein ähneln die Tiere im äußerlichen Erscheinungsbild den Kleintenreks (Microgale). Der Körper ist spindelförmig und die Schnauze vorn zugespitzt. Das auffälligste Kennzeichen sind die großen, mäuseähnlichen Ohren, die 15 bis 18 mm lang werden. Sie weisen eine bräunliche Farbe auf und sind beidseitig von einem sehr kurzen und feinen, zumeist grauen Fell bedeckt. Die sehr langen Vibrissen reichen schräg nach hinten bis zum Scheitel, ihre Grundfarbe besteht aus einem Braun. Sie treten an der Schnauze zahlreicher auf als am Unterkiefer. Das Körperfell ist weich, kurz und dicht. Die Farbgebung der Oberseite reicht von hellbraun bis zu hell rötlich braun. Die Unterseite ist zumeist cremig weiß getönt. Teilweise sind an den Seiten orangefarbene Flecken ausgebildet. Der Schwanz ist schuppig und mit feinen Haaren bedeckt. Die Gliedmaßen enden vorn und hinten in jeweils fünf Strahlen, die feingliedrig gebaut sind und kleine Krallen tragen. Der Hinterfuß ist im Verhältnis zur Kopf-Rumpf-Länge relativ klein, seine Länge beträgt nur 11 bis 12 mm. Weibchen verfügen über ein oder zwei Paare an Zitzen in der Brust-, maximal ein Paar in der Bauch- und zwei Paare in der Leistengegend.

### Schädel- und Gebissmerkmale
Der Schädel wird 19 bis 20 mm lang und am Hirnschädel 7,5 bis 8,0 mm breit. Er wirkt insgesamt langgestreckt, das Rostrum zieht kurz vor den Backenzähnen auffällig ein und ist schmal, der hintere Schädelbereich wirkt kurz und winklig. In der Seitenansicht verläuft die Stirnlinie gerade und gleichmäßig von vorn nach hinten ansteigend. Der Bereich hinter den Augen zeigt sich schmal und langgestreckt. Wie bei allen Tenreks fehlt ein geschlossener Jochbogen, der vordere Bogenansatz ist aber relativ breit. Am Hinterhaupt sind kräftige Muskelansatzmarken ausgebildet. Das Gebiss besteht aus insgesamt 34 Zähnen, was von den Kleintenreks und den Reiswühlern (Oryzorictes) abweicht. Die Zahnformel lautet: {\displaystyle {\frac {2.1.3.3}{2.1.2.3}}}. Der jeweils erste Schneidezahn in der oberen und unteren Zahnreihe überragt den nachfolgenden und den Eckzahn deutlich. Im oberen Gebiss werden der erste und der zweite Schneidezahn durch ein kurzes Diastema getrennt. An den vorderen Zähnen bestehen an den Zahnkronen zusätzliche Höckerchen. Die beiden vorderen oberen Prämolaren (P2 und P3) und der erste untere sind sehr klein, am hinteren unteren ist ein deutlichen Protoconid ausgebildet. Die Molaren weisen ein zalambdodontes Kauflächenmuster auf, das aus drei Haupthöckern (Para-, Proto- und Metaconus; bezogen auf die Oberkiefermolare) in dreieckiger Anordnung besteht. Im Oberkiefer zeigen die ersten beiden Mahlzähne auffallende Verschmälerungen vorn und hinten. Diese zeichnen sich auch beim letzten ab, zusätzlich ist dieser aber noch seitlich gestreckt. Der dritte untere Molar besitzt nur ein kleines Talonid (ein tiefer liegender Vorsprung auf der Zahnoberfläche).

### Skelettmerkmale
Der Skelettbau des Erdtenreks ist für Tenreks stark generalisiert und zeigt kaum Besonderheiten. Insbesondere an der Hand zeichnen sich kaum Merkmale ab, die auf eine bestimmte Spezialisierung in der Fortbewegungs- und Lebensweise zeigen. Eine Abweichung findet sich am Schulterblatt, wo das Metacromion, ein Fortsatz des Acromion, nicht nach vorn, sondern zurück und somit parallel zu Längsachse des Schulterblatts orientiert ist. Der Bau der Hinterbeine vermittelt zwischen den Igeltenreks (Tenrecinae) und den Reistenreks (Oryzorictinae). So verfügt der Erdtenrek wie erstere über ein langgestrecktes Becken, das fast die Länge des Oberschenkelknochens erreicht, ebenso ist der Oberschenkelkopf groß und der -hals eher kurz sowie der dritte Rollhügel klein. Dagegen verweist der hoch sitzenden kleine Rollhügel am Femur und das außerordentlich schlanke beziehungsweise lange Schienbein eher auf die Reistenreks. Ein vergleichsweise ähnliche Merkmalsmischung ist auch am Fußskelett ausgeprägt, etwa am Sprung- und Fersenbein sowie an den Knöcheln.

## Verbreitung

Verbreitungsgebiet des Erdtenreks

Der Erdtenrek ist endemisch in Madagaskar verbreitet, er kommt dort vor allem im südlichen und westlichen Landesteil vor. Die Anzahl der Fundstellen mit Nachweisen des Erdtenreks ist allerdings begrenzt, Felduntersuchungen seit den 1990er Jahren konnten ihn an etwas mehr als ein Dutzend Plätzen belegen, von denen sich der überwiegende Teil in der Provinz Toliara befindet. Eine bedeutende Fundlokalität im Westen stellt das Waldgebiet von Kirindy bei Morondava dar. Im Südwesten sind Tiere im Nationalpark Zombitse-Vohibasia, im Nationalpark Tsimanampetsotsa südlich von Toliara, im Naturreservat Beza Mahafaly und im Waldgebiet von Mikea beobachtet worden. Das Verbreitungsgebiet wird im Südosten durch die westlichen Ausläufer des Anosyenne-Gebirges begrenzt, im Westen reicht es nordwärts bis zum Fluss Tsiribihina. Die Art wurde im Jahr 2002 auch aus dem Nationalpark Ankarafantsika im Nordwesten von Madagaskar berichtet, doch scheint hier eine Verwechslung mit einem Jungtier des Kurzschwanz-Kleintenreks (Microgale brevicaudata) vorzuliegen. Der gesamte Westen und Süden Madagaskars ist durch ein sehr trockenes Klima teilweise mit jährlichen Niederschlägen von nur 400 bis 500 mm geprägt. Der Erdtenrek bewohnt hier Trockenwälder, Galeriewälder und offene Dornbuschlandschaften beziehungsweise Savannengebiete. Allgemein gilt die Art als selten. Mit am häufigsten ist sie noch aus Beza Mahafaly dokumentiert, wo Galeriewälder bestehend aus Tamarindenbäumen und Hülsenfrüchtlern dominieren.

## Lebensweise

### Territorialverhalten
Über die Lebensweise des Erdtenrek liegen nur in Einzelaspekten umfangreichere Daten vor. Er ist strikt nachtaktiv und lebt vorwiegend einzelgängerisch, allerdings wurden des Öfteren auch Männchen und Weibchen nah beieinander beobachtet. Die Ruhephasen verbringen die Tiere in unterirdischen Bauen im sandigen Untergrund, teilweise in der Nähe von toten Baumstämmen.

### Ernährung und Energiehaushalt
Bei der Nahrungssuche setzen die Tiere ihren guten Geruchssinn und das Gehör ein (der Gesichtssinn ist nur schwach entwickelt). Die großen Ohren bewegen sich bei der Suche nach Beute beständig hin und her. Die Hauptnahrung besteht aus Wirbellosen, häufig Heuschrecken und Termiten.
Der Erdtenrek gilt als einer der wechselwärmsten Vertreter der Tenreks, die Körpertemperatur gleicht sich zu jeder Jahreszeit der Außentemperatur an. Bei variierenden Umgebungstemperaturen von 18 bis 27 °C beträgt die Körpertemperatur 20,8 bis 33,2 °C. Im oberen Bereich liegt die Körpertemperatur rund 4 °C unter der der Kleintenreks. Es gibt dabei keine Unterschiede zwischen männlichen und weiblichen Tieren, ebenso nicht zwischen trächtigen beziehungsweise milchgebenden Weibchen und solchen außerhalb der Reproduktionsphase, nur einzelne Individuen zeigen manchmal während des Austragens des Nachwuchses geringfügig höhere Körpertemperaturen. Verbunden damit ist eine niedrige Stoffwechselrate, die nur 53 % des Wertes erreicht, der für etwa gleich große Säugetiere zu erwarten wäre. Stärkere Schwankungen im Tages- oder Jahresverlauf treten nicht auf. Dies weicht von den Kleintenreks ab, die zumindest bei körperlichem Stress, etwa während der Fortpflanzungsphase einen erhöhten Metabolismus aufweisen. Der extrem niedrige Metabolismus beim Erdtenrek ist möglicherweise auf die termitenbasierende Ernährung und die sehr trockenen Klimaverhältnisse im Westen von Madagaskar zurückzuführen. Bei ungünstigen Umweltbedingungen wie während der Trockenzeit tritt eine tägliche Kältestarre (Torpor) ein.

### Fortpflanzung
Die Fortpflanzung ist aufgrund von Laboruntersuchungen in den späten 1980er Jahren gut dokumentiert. Sie erfolgt überwiegend vom späten September bis zum März. Charakteristisch beim Geschlechtsakt ist das Halten des geschwollenen Penis des Männchens nach erfolgter Befruchtung in der Vagina des Weibchens, was bis zu 21 Minuten anhalten kann. Die Tragzeit des Erdtenreks währt von 54 bis zu 69 Tagen, was etwa den anderen Tenreks entspricht, aufgrund der geringen Größe der Tiere aber außerordentlich lang ist. Die große Variation der Dauer der Tragzeit wird durch die Außentemperaturen und der damit einhergehenden Schwankung der Körpertemperatur sowie durch den niedrigen Stoffwechsel hervorgerufen. Die bei niedrigen Außentemperaturen einsetzenden Torporphasen bedingen eine jeweilige Unterbrechung der Embryonalentwicklung, was bisher nur von einigen Fledertieren wie der Zwergfledermaus bekannt war. Die Möglichkeit des Austragens von Nachwuchs bei schwankenden Körpertemperaturen und niedriger Stoffwechselrate minimiert zudem wahrscheinlich die Gesamtkosten der Reproduktion. Während der Tragzeit nimmt das Weibchen beträchtlich an Gewicht zu, ausgehend von einem Durchschnittsgewicht von 5,9 g erhöhte sich das Körpergewicht der trächtigen Tiere um rund 4,1 g, was etwa 68 % mehr an Körpermasse entspricht.
Die Geburt des Nachwuchses findet zwischen November und März statt. Ein Wurf umfasst eins bis fünf Neugeborene, die als Nesthocker nackt sowie mit geschlossenen Augen und Ohren zur Welt kommen. Das durchschnittliche Geburtsgewicht eines Neugeborenen aus einem Wurf mit drei Jungen beträgt 0,83 g, bei einem Wurf fünf Jungen liegt es bei 0,63 g. Demnach sind die Nachkommen in größeren Würfen durchschnittlich leichter als die in kleineren. Die anfängliche Gewichtszunahme variiert von 0,05 bis 0,08 g, der Längenzuwachs schwankt von 0,7 bis 1 mm. Auch hier gibt es eine Abhängigkeit von der Wurfgröße, da Jungen aus kleineren Würfen schneller wachsen als solche aus größeren. Die Augen öffnen sich nach 21 bis 26 Tagen, selten kann dies bis zum 33. Tag andauern. Der Zeitpunkt der Entwöhnung ist nicht eindeutig bestimmbar, da die Jungen schon vorher anfangen, feste Nahrung zu sich zu nehmen. In der Regel werden 24 bis 51 Tage angenommen. Bemerkenswert ist, dass Muttertiere direkt nach der Geburt des Nachwuchses wieder in den Östrus eintreten und befruchtet werden können (Postpartum-Östrus), so dass sie während sie den Nachwuchs noch aufziehen und säugen einen weiteren austragen. Der Vorteil liegt in der höheren Reproduktionsrate und der optimalen Ausnutzung der guten Umweltbedingungen während der Fortpflanzungsphase. Die Lebenserwartung in freier Natur ist nicht bekannt, in menschlicher Obhut wurden Tiere bisher zweieinhalb Jahre alt.

### Fressfeinde
Zu den bedeutendsten Fressfeinden zählen die Schleiereule und die Madagaskar-Ohreule. Nach Gewölluntersuchungen im Naturreservat Beza Mahafaly stellt der Erdtenrek für beide Vögel dort aber nur ein untergeordnetes Beutetier dar. Bei der Schleiereule erreichte der Individuenanteil des Erdtenreks im gesamten Beutespektrum etwa 2,8 %, der Biomasseanteil 1,3 %. Für die Madagaskar-Ohreule liegen die entsprechenden Werte bei 5,3 beziehungsweise bei 0,6 %. Zu vergleichbaren Ergebnissen kamen Analysen der Gewölle der Schleiereule im Nationalpark Tsimanampetsotsa und im Waldgebiet von Kirindy. Dagegen fällt der Erdtenrek der Schleiereule in der Umgebung von Beahitse im äußersten Südwesten von Madagaskar markant häufiger zum Opfer, die Tenrekart ist laut Studien mit einem Individuenanteil von 15,9 % und einem Biomasseanteil von 4,3 % in den Gewöllen vertreten. Weitere potentielle Predatoren bilden der Schmalstreifenmungo und die Madagaskar-Plumpnasennatter.

## Systematik
Der Erdtenrek ist eine Art aus der Gattung Geogale, welche momentan als monotypisch betrachtet wird. Geogale wiederum gehört zur Familie der Tenreks (Tenrecidae). Innerhalb der Tenreks steht Geogale als wiederum einziges Mitglied in der Unterfamilie der Geogalinae, eine der drei Hauptlinien der Tenreks. Die beiden anderen werden durch die stachelhaarigen Igeltenreks (Tenrecinae) und die extrem variantenreichen, weichhaarigen Reistenreks (Oryzorictinae) repräsentiert. Aufgrund einiger Merkmale wie Nachtaktivität, eine geringe Körpergröße, ein wenig ausgeprägter Sehsinn, eine niedrige Stoffwechselrate und niedrige Körpertemperatur aber auch der Ausbildung abdominaler Milchdrüsen wird der Erdtenrek als sehr urtümlich aufgefasst. Nach molekulargenetischen Analysen bilden die Reistenreks die Schwestergruppe des Erdtenreks. Die Vertreter beider Gruppen sind sich durch ihre allgemeine Größe und ihr weiches Haarkleid äußerlich sehr ähnlich, ein bedeutender Unterschied stellt aber der abweichende Gebissaufbau dar. Ihre Abtrennung voneinander erfolgte bereits im Unteren Oligozän vor mehr als 30 Millionen Jahren.
In der Regel werden keine Unterarten des Erdtenreks unterschieden. Im Jahr 1930 stellten aber Guillaume Grandidier und Gabriel Petit die Unterart Geogale aurita orientalis auf, Grundlage für die Beschreibung bildete ein Individuum aus Fenoarivo in der Provinz Toamasina. Dieser eher ungewöhnliche Verbreitungspunkt des Erdtenreks im feuchten Osten Madagaskars konnte bisher bei Felduntersuchungen vor Ort nicht bestätigt werden, so dass der Status der Unterart momentan als unsicher gilt.
Der Erdtenrek wurde im Jahr 1872 von Alphonse Milne-Edwards und Alfred Grandidier wissenschaftlich erstbeschrieben. Die dazu verwendeten Exemplare waren aus Erdlöchern gefangen worden, drei Individuen stammten aus der Umgebung Morondava, ein weiteres aus Toliara, erstere Fundstelle wird heute als Typuslokalität der Art angesehen. Der wissenschaftliche Gattungsname Geogale (von den griechischen Wörtern γῆ (gē̂) für „Erde“ und γαλἑη (gale) für „Wiesel“) bezieht sich auf die unterirdische Lebensweise der Tiere, der Artname aurita (vom lateinischen Wort auris für „Ohr“) verweist auf die besonders großen Ohren. Milne-Edwards und Grandidier benannten kein Holotyp-Exemplar und gaben weder Größe noch Geschlecht der Individuen an. Erst knapp sechzig Jahre später legten Guillaume Grandidier und Gabriel Petit eine umfangreiche skelettanatomische und weichteilmorphologische Beschreibung des Erdtenreks vor. Die heute gültige Bezeichnung für die Unterfamilie, Geogalinae, führte Édouard Louis Trouessart im Jahr 1879 ein, die zugehörige Publikation erschien aber erst zwei Jahre später. Er verwies die Gruppe darin zu den Otterspitzmäusen (Potamogalidae).

## Forschungsgeschichte

### Zur stammesgeschichtlichen Stellung
Trouessarts Positionierung der Geogalinae und damit des Erdtenreks innerhalb der Otterspitzmäuse blieb bis zum Ende des 19. Jahrhunderts weitgehend bestehen, so unter anderem bei George Edward Dobson im Jahr 1883. Theodore Gill erklärte 1885 die enge Verwandtschaft des Erdtenreks mit den afrikanischen Otterspitzmäusen mit der Form des Gaumenbeins und der Anordnung der Zahnreihe. Er bemerkte aber auch die deutlichen Ähnlichkeiten zu den Kleintenreks, innerhalb seiner Klassifikation verwies er die Geogalinae in den Familienrang (wie die anderen Unterfamilien der Tenreks auch). Zu Beginn des 20. Jahrhunderts, im Jahr 1907, ordnete Wilhelm Leche den Erdtenrek in die Familie der Tenreks und stellte ihn zu den Reistenreks, von denen er äußerlich kaum abweicht. Diese Stellung behielt der Erdtenrek im weiteren Verlauf des 20. Jahrhunderts weitgehend bei, so etwa bei George Gaylord Simpson im Jahr 1945, Leigh Van Valen im Jahr 1967 sowie Henri Heim de Balsac beziehungsweise John F. Eisenberg und Edwin Gould in den 1970er Jahren. Im Jahr 2006 untermauerten Robert J. Asher und Michael Hofreiter die Zuordnung dann mit Hilfe genetischer Daten, die ein Schwestergruppenverhältnis zu den Kleintenreks (Microgale; einschließlich des Wassertenreks) nahelegten. Zur Überprüfung ihrer DNA-Analysen griffen beide Autoren auch auf skelettanatomische Merkmale zurück. Allerdings sprachen sich bereits drei Jahre zuvor publizierte RNA-Untersuchungen gegen eine Einbindung in die Reistenreks, sie ordneten den Erdtenrek eher an der Basis der Entwicklung der Tenreks ein. Weitere DNA-Analysen bestätigten später, dass der Erdtenrek eine eigenständige Unterfamilie bildet, stellten diese aber den Reistenreks gegenüber, womit insgesamt drei verschiedene phylogenetische Positionen bestanden. Die abweichenden genetischen Daten ließen darüber nachdenken, ob die Gattung Geogale eine stärkere Diversität aufweist und möglicherweise mehr als eine Art enthält. Die Ansicht wird durch DNA-Studie eines Forscherteams um Kathryn M. Everson aus dem Jahr 2016 unterstützt, bei der alle bekannten Vertreter der Tenreks Berücksichtigung fanden und mehrere Individuen des Erdtenreks sequenziert wurden. In ihr schlussfolgern die Autoren, dass der Erdtenrek tatsächlich mehrere kryptische Arten einschließt, deren Trennung bereits im Oberen Miozän vor etwa 9 Millionen stattgefunden hat.

### Subfossile Funde
Aus einzelnen madagassischen Höhlen sind einige subfossile Funde belegt. Dazu gehört unter anderem die Ankilitelo-Höhle, die sich am Südrand des Mikoboka-Plateau im südwestlichen Madagaskar befindet. Die Höhle wird seit 1994 wissenschaftlich untersucht und enthält eine sehr reichhaltige Fauna, die neben einem halben Dutzend Arten der Tenreks auch verschiedenen Primaten, Fleder- und Nagetieren umfasst. Das Alter der Funde liegt bei etwa 510 bis 630 Jahre. Vom Erdtenrek wurden hier mehrere Teilschädel und Kieferfragmente geborgen. Weitere Reste des Erdtenreks stammen aus der Andrahomana-Höhle im äußersten Südosten Madagaskars. Auch von hier ist ein reichhaltiges Fundensemble belegt, das den Zeitraum der letzten rund 8.700 Jahre abdeckt. Die Erforschung der Andrahomana-Höhle reicht bis zum Ende des 19. Jahrhunderts zurück. Bereits 1928 hatte Guillaume Grandidier einen Schädel samt Unterkiefer zur Art Cryptogale australis verwiesen, wobei sich die Gattungsbezeichnung auf die Höhlenfundstelle bezieht und der Artname auf die Lage der Höhle sehr weit im Süden von Madagaskar. Heim de Balsac sah dann 1972 Cryptogale australis aufgrund des gleichartigen Gebissaufbaus als identisch mit dem Erdtenrek an und synonymisierte beide Formen. Sowohl die Ankilitelo-Höhle als auch die Andrahomana-Höhle liegen im Verbreitungsgebiet des Erdtenreks, letztere aber im südöstlichen Bandgebiet, Die Umgebung der Ankilitelo-Höhle ist heute durch sehr trockenes Klima geprägt, die Andrahomana-Höhle befindet sich im Übergangsbereich der Trockengebiete des westlichen hin zu den feuchten Zonen des östlichen Madagaskars.

### Erdtenreks in Afrika?
Im Jahr 1957 stellten Percy M. Butler und A. Tindell Hopwood fossile Tenrekreste aus Ostafrika vor. Darunter befand sich auch ein Teilschädel von der im ostafrikanischen Victoriasee gelegenen Insel Rusinga. Dieser wurde in der Hiwegi-Formation aufgefunden, welche sich im Unteren Miozän vor etwa 17,5 Millionen Jahren gebildet hatte. Besonderes Kennzeichen des Schädels war das Gebiss, das dem des Erdtenreks glich, aber zusätzlich noch um den zweiten Prämolaren im Oberkiefer reduziert war. In seinen Ausmaßen übertraf der Schädel dem des Erdtenreks und erreichte etwa die Größe des Schädels des Cowan-Kleintenreks (Microgale cowani). Butler und Hopwood verwiesen den Fund zur Art Geogale aletris. In der Folgezeit kamen noch ein weiterer Teilschädel und ein Unterkieferfragment aus den etwa gleichalten Kapurtay-Agglomeraten von Chamtwara in der östlich an den Victoriasee angrenzenden Region Nyanza in Kenia zum Vorschein. Die Einbindung des Fossilmaterials in die heutige Gattung Geogale wurde mehrfach kritisiert, Butler selbst schuf 1984 als Alternative die Gattungsbezeichnung Parageogale. Dabei berücksichtigte er sowohl einige urtümliche Merkmale, hauptsächlich in der Ausbildung der Zahnhöckerchen an den Mahlzähnen, die die Schädelfragmente mit anderen fossilen Tenreks wie Protenrek verbinden, als auch das gegenüber dem Erdtenrek stärker reduzierte Gebiss. Letzteres schließt eine direkte Vorläuferschaft von Parageogale zum Erdtenrek aus. Im Jahr darauf schlugen Walter und Christl Poduschka die Alternativbezeichnung Butleriella vor, welche nun als Synonym gilt. Da es aus Madagaskar keine vor-pleistozänen Fossilfunde von Tenreks gibt, haben die afrikanischen Funde eine hohe Bedeutung für die Ursprungs- und Entwicklungsgeschichte der Familie sowie für die Besiedlungsgeschichte Madagaskars und die spätere adaptive Radiation dort. Mehrere phylogenetische Untersuchungen bestätigen die näheren Beziehungen zwischen Geogale und Parageogale.

## Bedrohung und Schutz
Aufgrund der weiten Verbreitung und der angenommenen großen Population stuft die IUCN den Erdtenrek als „nicht bedroht“ (least concern) ein. Größere Gefährdungen für die lokalen Bestände bestehen in der Rodung der Wälder und Umwandlung der Flächen in landwirtschaftliches Nutzgebiet oder in der Entnahme von Bäumen für die Holzkohlegewinnung. Der Erdtenrek kommt in mehreren Schutzgebieten vor, so im Nationalpark Andohahela, im Nationalpark Zombitse-Vohibasia und im Nationalpark Tsimanampetsotsa. Auch ist sie in einigen privaten Schutzgebieten wie im Waldgebiet von Kirindy nachgewiesen.